# جيري روس
جيري روس (بالإنجليزية: Jerry Ross)‏ (و. 1926 – 1955 م) هو شاعر غنائي، وملحن، وكاتب غنائي، من الولايات المتحدة الأمريكية، ولد في مدينة نيويورك، توفي في مدينة نيويورك، عن عمر يناهز 29 عاماً.

## التعليم
تعلم في جامعة نيويورك.

## روابط خارجية
- جيري روس على موقع ميوزك برينز (الإنجليزية)
- جيري روس على موقع قاعدة بيانات برودواي على الإنترنت (الإنجليزية)
- جيري روس على موقع قاعدة بيانات برودواي على الإنترنت (الإنجليزية)
- جيري روس على موقع أول ميوزيك (الإنجليزية)
- جيري روس على موقع ديسكوغز (الإنجليزية)